# Сішуанбаньна-Гаса
Міжнародний аеропорт Сішуанбаньна-Гаса (IATA: JHG, ICAO: ZPJH) - аеропорт, який обслуговує Цзінхун, центр Сішуанбаньна-Дайської автономної префектури, Юньнань, Китай. Аеропорт отримав свою назву від містечка Гаса у складі міста Цзінхун.
| Авіакомпанія                                           | Пункт призначення |
| ------------------------------------------------------ | --- |
| 9 Air                                                  | Guangzhou |
| Beijing Capital Airlines                               | Пекін-Дасин, Ханчжоу-Сяошань, Lijiang, Куньмін-Чаншуй                                                                                                   |
| Chengdu Airlines                                       | Куньмін-Чаншуй |
| China Eastern Airlines                                 | Beijing–Capital, Guangzhou, Гуйлінь-Лянцзян, Куньмін-Чаншуй, Lanzhou, Lincang, Nanchang, Nanjing, Shanghai–Pudong, Tianjin, Сяньян                      |
| China Express Airlines                                 | Куньмін-Чаншуй, Lijiang, Tianjin, Xichang, Zunyi–Xinzhou                                                                                                |
| China Southern Airlines                                | Чунцин-Цзянбей, Куньмін-Чаншуй, Lanzhou, Shenyang, Wuhan, Zhengzhou                                                                                     |
| China Southern Airlines operated by Chongqing Airlines | Чунцин-Цзянбей |
| JC International Airlines                              | Сіємреап, Сіануквіль |
| Kunming Airlines                                       | Changsha, Куньмін-Чаншуй, Lijiang, Shanghai–Pudong |
| Lanmei Airlines                                        | Сіануквіль |
| Lao Airlines                                           | Luang Prabang |
| Loong Air                                              | Anshun, Bijie, Ханчжоу-Сяошань |
| Lucky Air                                              | Baoshan, Chengdu, Dali, Куньмін-Чаншуй, Lijiang, Mangshi, Mianyang, Tengchong, Сяньян, Zhaotong                                                         |
| Okay Airways                                           | Куньмін-Чаншуй |
| Ruili Airlines                                         | Chiang Mai, Chiang Rai, Куньмін-Чаншуй, Lanzhou, Lijiang, Shenyang, Taiyuan                                                                             |
| Shanghai Airlines                                      | Куньмін-Чаншуй, Шанхай-Хунцяо |
| Sichuan Airlines                                       | Chengdu, Чунцин-Цзянбей, Diqing, Guiyang, Ханчжоу-Сяошань, Harbin, Куньмін-Чаншуй, Lijiang, Linyi, Luzhou, Mianyang, Nanchang, Nanchong, Сяньян, Xuzhou |
| Spring Airlines                                        | Changsha, Шанхай-Хунцяо |
| West Air                                               | Куньмін-Чаншуй, Zhengzhou |